# Sint-Maartenspoort (stadspoort in Maastricht)
De Sint-Maartenspoort is de naam van een aantal voormalige stadspoorten op verschillende locaties in het stadsdeel Wyck in de Nederlandse stad Maastricht. De oorspronkelijke poort dateerde waarschijnlijk uit de veertiende eeuw en was gelegen aan het noordeinde van de Wycker Grachtstraat ― later bij de Rechtstraat ―, waar ze de toegang vormde tot de stad Maastricht vanuit het noordoosten (Limmel, Meerssen, Venlo). De benaming Sint-Maartenspoort wordt gebruikt voor een vijftal binnen- en buitenpoorten, die alle op een bepaald moment onderdeel waren van de Wycker enceinte en waarvan de restanten allemaal in de negentiende eeuw zijn gesloopt.

## Geschiedenis

### Bouw eerste Wycker stadsmuur en Sint-Maartensbinnenpoorten
De Sint-Maartenspoort heeft ten minste vijf versies gekend, die allemaal op verschillende plaatsen gelegen waren. De oorspronkelijke Sint-Maartens(binnen)poort, die voor het eerst werd genoemd in 1353, was onderdeel van de eerste Wycker stadsmuur en stond aan het noordeinde van de Wycker Grachtstraat. Het was een rechthoekig bouwwerk met een gotisch gewelf en een spitsbogige poortopening.
Over het precieze bouwjaar van de eerste stenen stadsmuur van Wyck is geen duidelijkheid. Waarschijnlijk vond deze een eeuw later plaats dan de bouw van de eerste middeleeuwse stadsmuur op de linker Maasoever, waarvoor hertog Jan I van Brabant in 1229 toestemming verleende. Pas in 1318 vermeldt de kroniek van de Landen van Overmaas dat hertog Jan III van Brabant toestemming gaf een stenen muur om Wyck te bouwen. Wel is het aannemelijk dat beide stadsdelen al eerder, mogelijk al in het laatste kwart van de twaalfde eeuw, versterkt waren met aarden wallen en palissaden, al dan niet met houten of stenen poorten. In 1284, aan het begin van de Limburgse Successieoorlog, trachtte Walram de Rosse van Valkenburg Maastricht te overmeesteren, maar de wallen aan de Wyckse kant waren blijkbaar al voldoende sterk om de vijand te doen afdruipen. Deze oudste omwalling lag aan de westzijde van de huidige Wycker Grachtstraat, werd aan de noordzijde begrensd door de straat Sint Maartenspoort en aan de zuidzijde door het Wycker Grachtje.

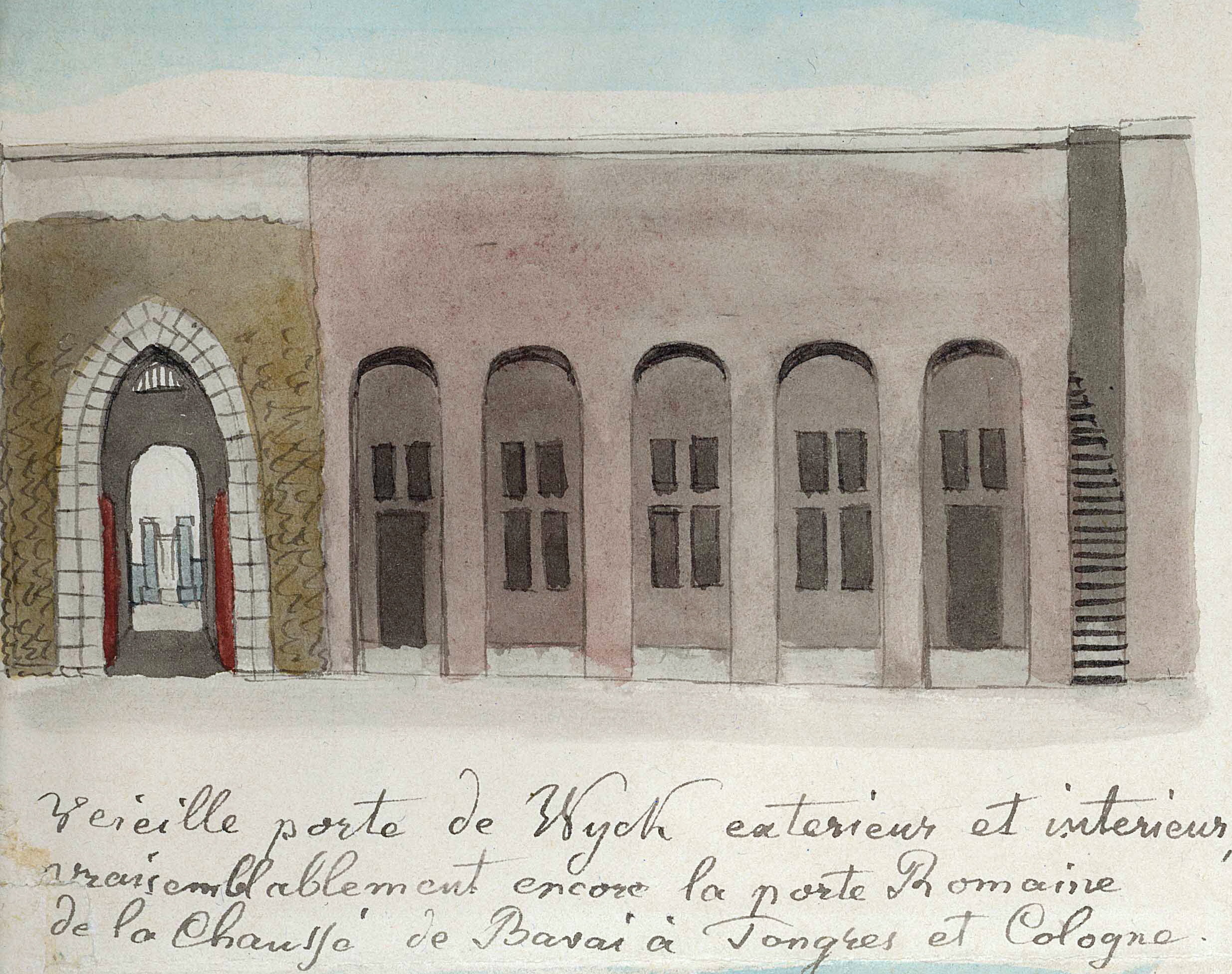
Oudste Sint-Maartensbinnenpoort (Philippe van Gulpen, ca. 1855)

Na 1318 werd begonnen met de bouw van de stenen stadsmuur van Wyck, vermoedelijk boven op de bestaande wal, zoals dat op de westelijke Maasoever door archeologisch onderzoek op meerdere plaatsen is aangetoond. De voltooiing van de muur liet vrij lang op zich wachtten, mogelijk omdat in dezelfde periode gewerkt werd aan de tweede stadsmuur op de andere Maasoever. De beide stadspoorten van Wyck, de Duitse Poort en de Sint-Maartenspoort, kwamen waarschijnlijk omstreeks het midden van de veertiende eeuw tot stand. Laatstgenoemde poort werd in 1353 voor het eerst vermeld. Vooral in de periode 1397-1400 werd, vanwege oorlogsdreiging, met man en macht gewerkt aan de Wycker stadsmuur en gracht.
In 1419 of eerder werd een nieuwe poort gebouwd aan het noordeinde van de Rechtstraat, enkele tientallen meters richting Maas. De reden voor de verplaatsing is niet bekend. De bestaande poort bleef waarschijnlijk gewoon in gebruik. De nieuw poort, de tweede Sint-Maartensbinnenpoort, was net als de eerste onderdeel van de eerste stadsomsluiting van Wyck. Het was een massief gebouw bestaande uit een rechthoekige toren met leien dak en vier hoektorentjes. De gewelfde poortopening  was beveiligd met vleugeldeuren en sluitbomen. Voor de poort lag een stenen brug over een oude Maasarm, die hier dienstdeed als verdedigingsgracht en van 1440 tot 1485 verbreed werd. De poort is afgebeeld op enkele zestiende- en zeventiende-eeuwse kaarten en stadspanorama's, maar de onderlinge verschillen zijn vrij groot. Een verbreding van de gracht maakte omstreeks 1450 de bouw van een voorpoort bij de Sint-Maartenspoort noodzakelijk. De voorpoort, prominent aanwezig op het stadsgezicht van Braun en Hogenberg uit 1575, werd waarschijnlijk eind zestiende eeuw wegens bouwvalligheid gesloopt.

### Uitbouw van de omsluiting en bouw Sint-Maartensbuitenpoorten
Tussen 1477 en 1485 werd buiten de bestaande stadsmuur van Wyck een nieuwe, dubbele aarden wal opgeworpen, die een iets wijdere halve cirkel omschreef. De nieuwe wal werd versterkt met zes zware bolwerken, waarvan het Woutersrondeel en het Sint-Maartensbolwerk (in de zeventiende eeuw Oranjebolwerk genoemd) de twee noordelijkste waren. Aanvankelijk waren alleen de twee stadspoorten en de bolwerken van steen. Omstreeks 1552 werd begonnen met de verstening van de wallen van de tweede Wycker enceinte. Daarbij werd een deel van de eerste muur afgebroken en de oude, binnenste stadsgracht werd gedempt. Het vrijgekomen bouwmateriaal werd gebruikte voor de nieuw te bouwen walmuren. Het is niet zeker of in het noordelijk deel van de tweede aarden omwalling al in de vijftiende eeuw een functionerende buitenpoort aanwezig was.

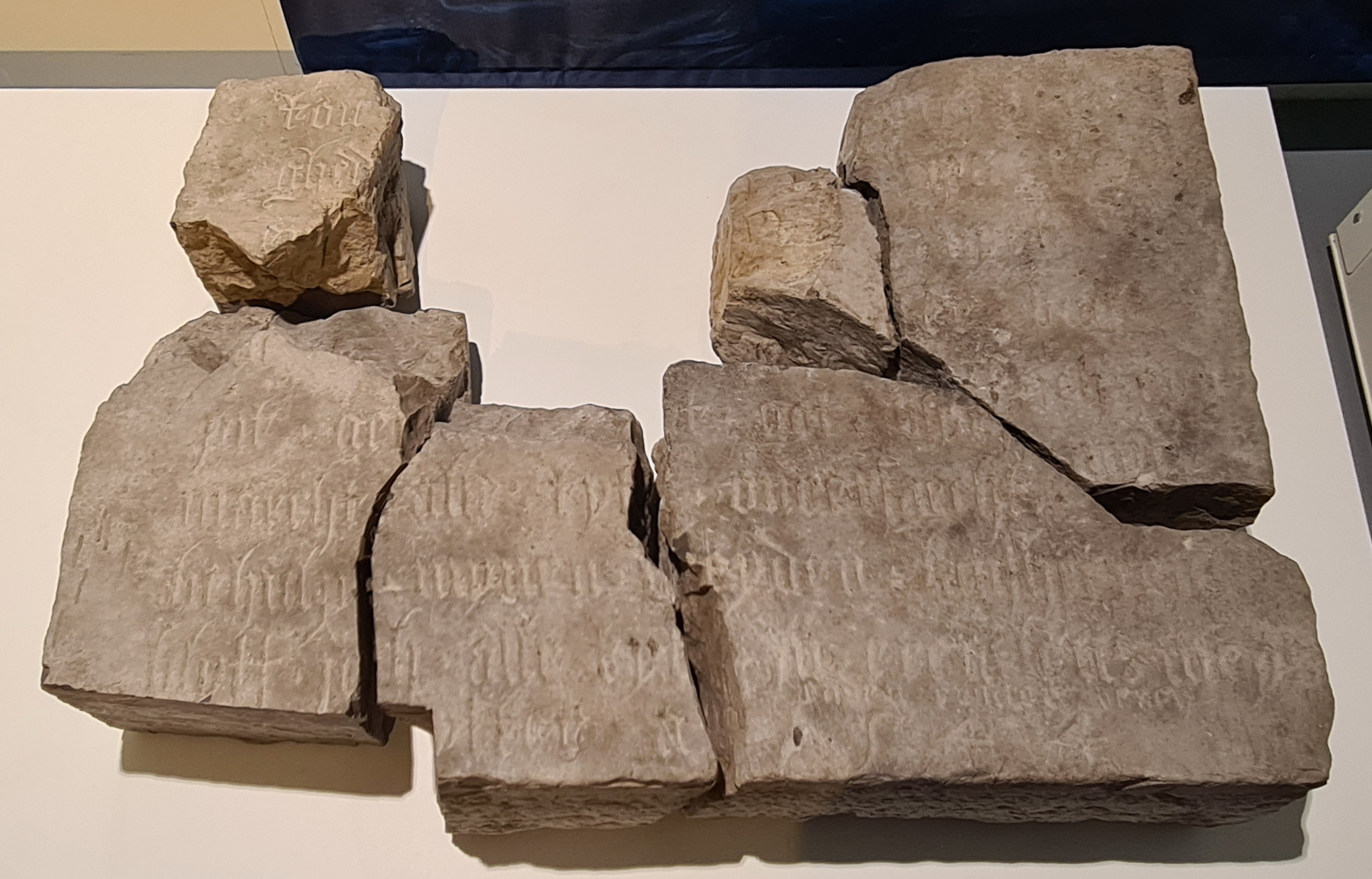
Gebroken gedenksteen uit 1544

Omstreeks 1544 begon de bouw, mogelijk de herbouw of voltooiing, van de eerste Sint-Maartensbuitenpoort (of Bolwerkpoort). De poort bevond zich in het Sint-Maartensbolwerk, een van de zes bolwerken van de nieuwe omwalling, gelegen op de noordoostelijke punt, iets ten noordenoosten van de beide Sint-Maartensbinnenpoorten. Die laatste kregen daarna een andere functie. De bouw van de nieuwe poort was noodzakelijk doordat de tweede enceinte een stuk verder naar het noorden lag. Op de plattegrond van Maastricht in de Atlas van Blaeu is deze duidelijk herkenbaar. Een in stukken bewaard gebleven gedenksteen, die aan de stadszijde van de poort was ingemetseld, draagt een opschrift uit 1544 dat passanten tot waakzaamheid maande. De Sint-Maartenspoortbrug over de oude Maasarm stortte in 1572 in, maar werd daarna hersteld.

Na het Beleg van Maastricht door Frederik-Hendrik in 1632 werd het Sint-Maartensbolwerk verbouwd en kreeg waarschijnlijk toen de naam bolwerk Oranje. In de achttiende eeuw werd het bolwerk Oranje aan de noordoostzijde omgebouwd tot bastion Sint-Maarten. In deze tijd werden de buitenwerken in Wyck verder uitgebreid, waarbij aan de noordzijde onder andere de lunetten Sint-Antonie en Turenne werden aangelegd. De buitenwerken in dit gebied konden door afdamming van een oude rivierarm van de Maas onder water gezet worden. Op de Franse maquette van Maastricht uit het midden van de achttiende eeuw en op de daartoe vervaardigde kaart van Jean-Baptiste Larcher d'Aubencourt uit 1749 is de inkapseling van de Sint-Maartenspoorten goed te zien. De (tweede) Sint-Maartensbuitenpoort werd in 1783 vervangen door een sterk vereenvoudigd bouwwerk van Mathias Soiron.

### Overzicht Sint-Maartenspoorten
| # | Aanduiding               | Ligging                             | Bouwjaar  | Buiten gebruik     | Sloopjaar | Bijzonderheden | Afbeelding |
| - | ------------------------ | ----------------------------------- | --------- | ------------------ | --------- | --- | ---------- |
| 1 | Sint-Maartensbinnenpoort | tegenover de Wycker Grachtstraat    | 1353*     | 1867               | 1870      | In 1585 "middelste Sint-Mertensporte" genoemd. In de 19e eeuw door Philippe van Gulpen getekend als ruïne en aangeduid als Sint-Quirinuspoort (zie tekening hierboven). |            |
| 2 | Sint-Maartensbinnenpoort | tegenover de Rechtstraat            | 1419*     | 18e eeuw of eerder | 1857      | Zware, rechthoekige toren met leien dak, hoektorentjes en gewelfde doorgang. Bezat mogelijk een voorpoort uit 1450, vermoedelijk in de 16e eeuw gesloopt In de 18e/19e eeuw in gebruik als kruithuis.                                                                                            |            |
| 3 | Sint-Maartensbuitenpoort | noordoosthoek vestingwal            | ca. 1544* | ca. 1633           | 1869      | Door Herbenus "Bolwerkpoort" genoemd. De poort had een 26 m lange, gekromde poortdoorgang (3,3 m breed, 4,55 m hoog) en bevatte twee kazematten. Rond 1633 opgenomen in Sint-Maartensbastion, daarna kruithuis (in de 19e eeuw "Koestal" genoemd). Fragmenten van 16e-eeuwse naamsteen behouden. |            |
| 4 | Sint-Maartensbuitenpoort | in het verlengde van de Rechtstraat | ca. 1633  | ca. 1783           | 1868      | Gebouwd ter vervanging van poort sub 3. Vermoedelijk dichtgemetseld na gereedkomen poort 5. |            |
| 5 | Sint-Maartensbuitenpoort | ca. 25 m ten oosten van poort sub 4 | 1783      | 1867               | 1868      | Gebouwd ter vervanging van poort sub 4. Ontworpen door Mathias Soiron. Poortdoorgang 21 m lang, ruim 3 m breed en ruim 4 m hoog. Een bewaard gebleven, maar gebroken sluitsteen, die zich aan de veldzijde van de poort bevond, vermeldt: "Nieuwe Sint Martenspoort 1783".                       |            |

### Ontmanteling vesting, sloop Sint-Maartenspoorten, opgravingen
Op 29 mei 1867 ondertekende koning Willem III der Nederlanden, na lang aandringen van onder andere de gemeente Maastricht, het besluit tot opheffing van de vestingstatus van Maastricht, Venlo, Bergen op Zoom, Vlissingen en enkele andere vestingen. In de jaren daarna werd de vesting Maastricht in opdracht van het Ministerie van Oorlog ontmanteld, waarna de gronden werden overgedragen aan de Dienst der Registratie en Domeinen voor verdere sloop en herbestemming. De stadspoorten, die onder de zeggenschap van het gemeentebestuur vielen, werden tussen 1867 en 1870 als eerste afgebroken. De afbraak van de stadsmuren zou nog tot de jaren 1930 doorgaan. De sloop van de tweede Sint-Maartensbinnenpoort had al in 1857 plaatsgevonden, op verzoek van het kerkbestuur van de naastgelegen Sint-Martinuskerk, dat twee jaar eerder het eigen middeleeuwse kerkgebouw hadden laten afbreken en dat tien jaar later de afbraak van de Wycker Kruittoren wist te bewerkstelligen. In 1868 werd de buitenpoort uit 1783 gesloopt en werd een begin gemaakt met het afgraven van het Sint-Maartensbastion. Daarbij kwam de eerste Sint-Maartensbuitenpoort (de Bolwerkpoort) tevoorschijn. De poort werd opgemeten en twee jaar later opgeruimd. Het terrein werd bestemd voor de verbetering van de verkeersinfrastructuur.
De ontmanteling van de vesting Maastricht werd door de meeste tijdgenoten gezien als het begin van een periode van grotere welvaart. Tegen de afbraak van de eeuwenoude stadspoorten rees dan ook nauwelijks protest. Bij de afbraak van de eerste stadspoort, de Tongersepoort, in december 1867 was geen enkele bepaling opgenomen over documentatie of oudheden. Door toedoen van de kunstenaar en oudheidkundige Alexander Schaepkens en de jonge Victor de Stuers werd bij de sloopbestekken van de andere poorten bepaald dat gedetailleerde tekeningen en foto's gemaakt moesten worden. De tekenaar Johannes Brabant maakte in opdracht van het Geschied- en Oudheidkundig Genootschap schetsen en de fotograaf Theodor Weijnen foto's van de te slopen vestingwerken.
De Wycker Kruittoren werd in 1868 gesloopt, terwijl gesprekken over behoud van de toren gaande waren. Een pijler en twee boogfragmenten van de Sint-Maartenspoortbrug werden in 1915 (of 1925?) bij bouwwerkzaamheden aan de Wilhelminasingel opgegraven, gedocumenteerd en met aarde bedekt. Het wachthuis van de binnenwacht werd kort na 1925 afgebroken. In 2022 werden bij rioleringswerkzaamheden aan de zuidzijde van de Wilhelminasingel en in de straat Sint Maartenspoort mergelstenen funderingsresten van het noordwestelijk deel van het Sint-Maartensbolwerk en aansluitende walmuren aangetroffen en archeologisch gedocumenteerd. Tevens werd een schampsteen aangetroffen, die waarschijnlijk deel uitmaakte van de poortdoorgang.
Van de Sint-Maartenspoort en de bijbehorende gebouwen (brug, wachthuizen, kruithuizen, barakken) is, op twee gebroken jaarstenen na, niets bewaard gebleven. In de kelder van het pand Wilhelminasingel 30 bevinden zich restanten van gewelven van de Bolwerkpoort of de bijbehorende brug. In de omgeving herinneren alleen nog enkele namen aan de militaire geschiedenis van het gebied, zoals de wijknaam Sint Maartenspoort en de straatnamen Sint Maartenspoort, Lage Barakken, Turennestraat en Hertellplein.

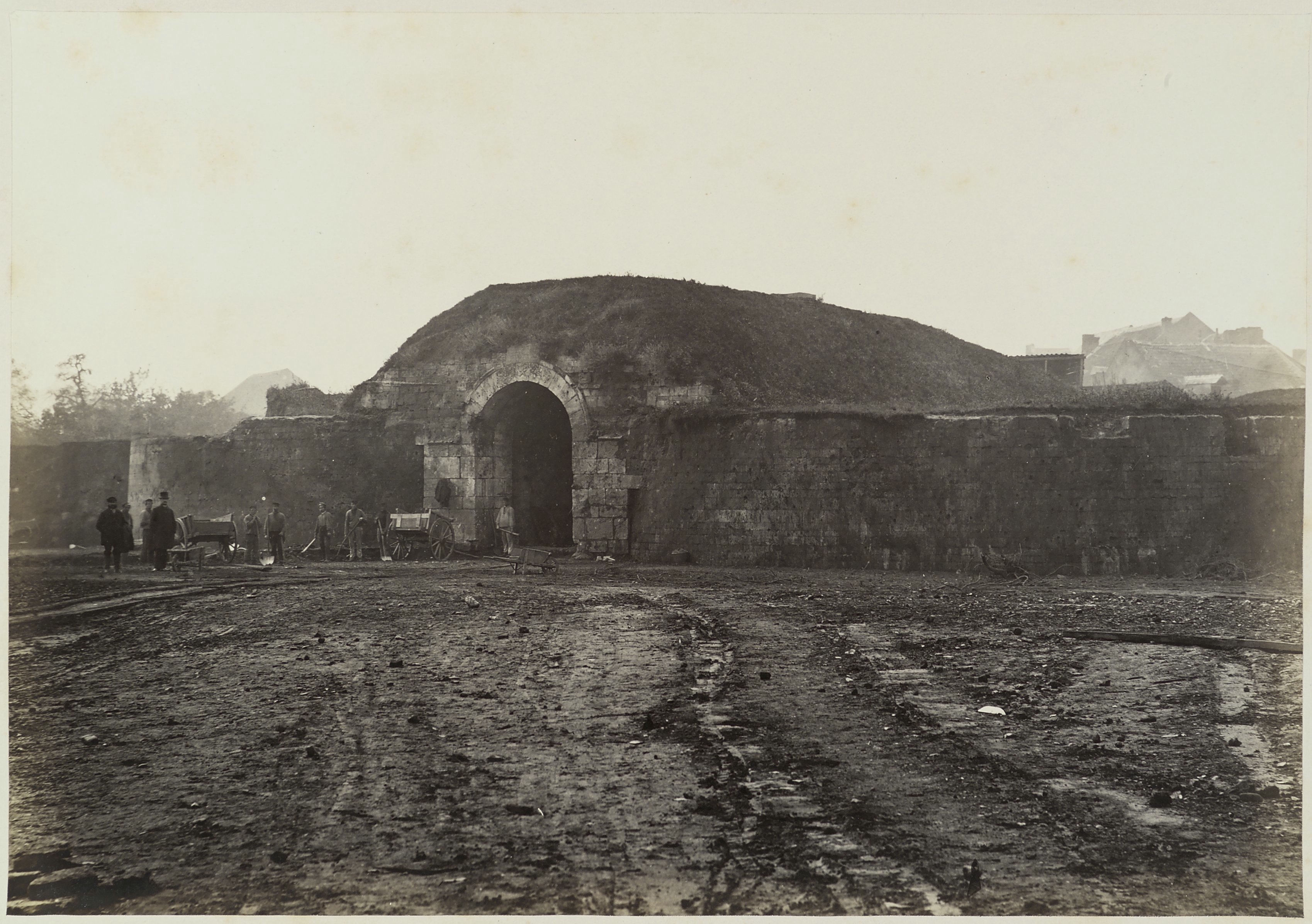
Blootgelegde Bolwerkpoort (Th. Weijnen, 1868)
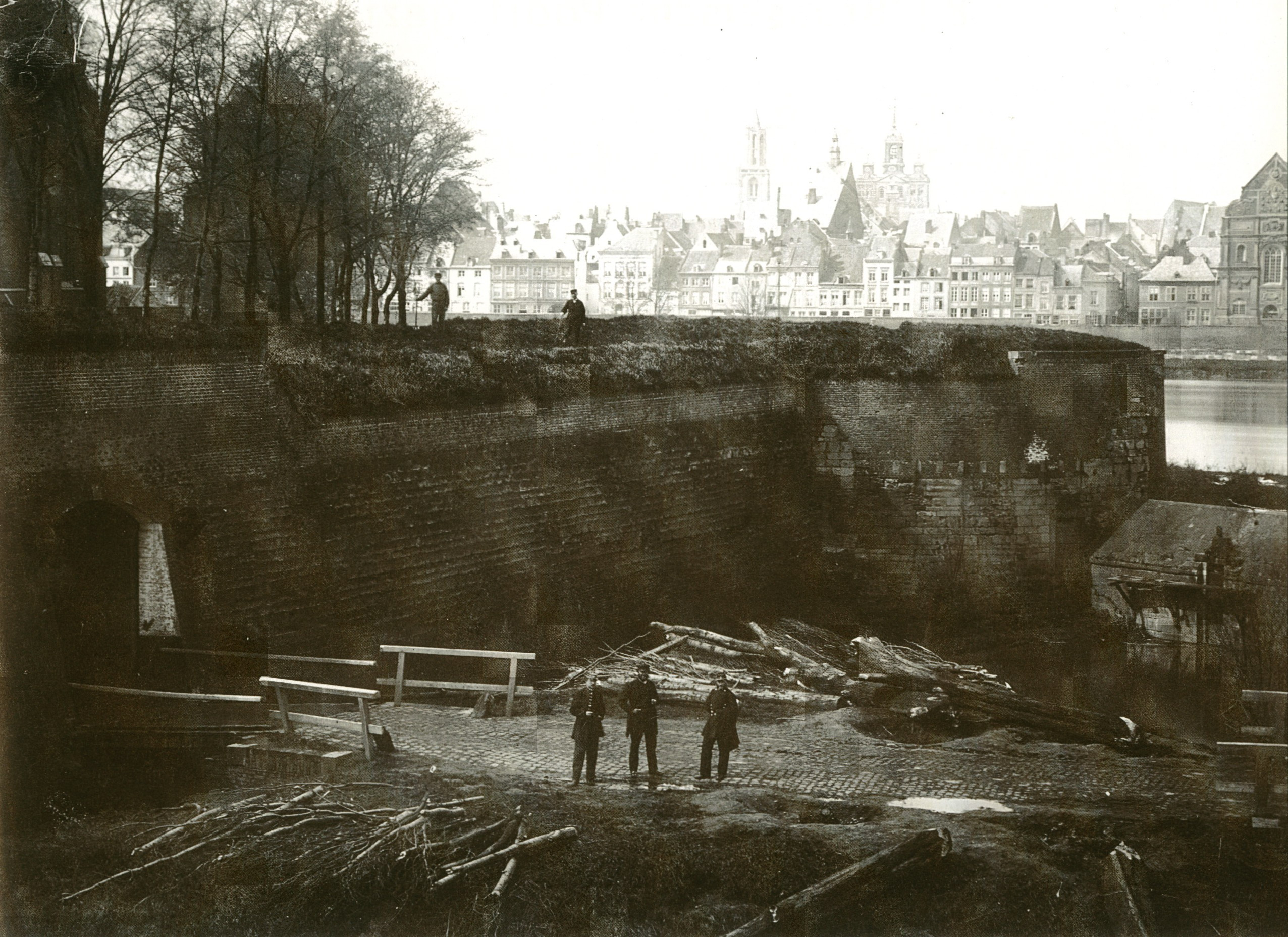
Dezelfde poort tijdens de sloop (Th. Weijnen, 1868)
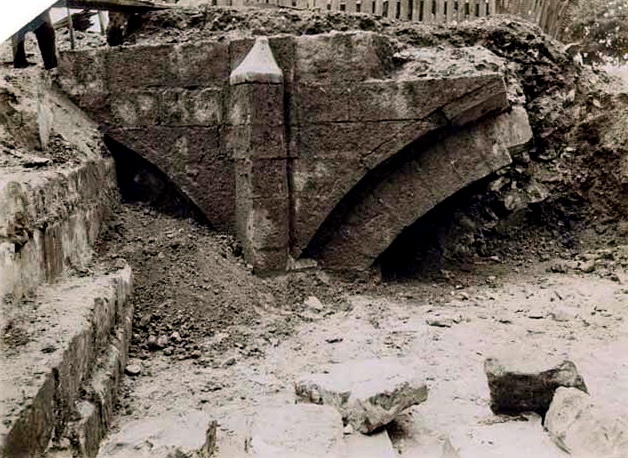
Opgraving brugfragment (A. Simays, 1915/1925?)
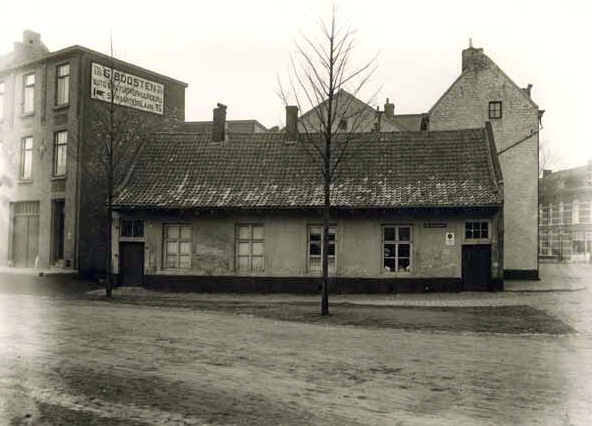
Wachthuis binnenpoort voor de sloop (A. Simays, 1925)